# Ambrosina
Ambrosina Bassi  é um género de plantas com flor da família das Araceae. O género é monotípico, contendo apenas a espécie Ambrosina bassii.

## Sinonímia
- Ambrosinia L. (variação ortográfica).

## Espécies
Apresenta apenas a espécie Ambrosina bassii (sinónimo taxonómico de Ambrosina spiralis).